# マッチ・オブ・ザ・デイ
『MATCH OF THE DAY（マッチ・オブ・ザ・デイ（デー　MOTDとも）』は、英国放送協会（BBC）で生放送されている、イングランド・プレミアリーグを中心に展開する、サッカーのハイライト番組である。
1963年8月（当時はFL1部リーグ）に第1回が生放送され、以後毎年プレミアリーグの開催期間に、土曜日に行われる試合を中心に当日のリーグ戦の中から好カードを抜粋し、試合のダイジェストをBBCのアナウンサーや元サッカー選手らが解説・鼎談するというものである。
2001年から3年間、イギリスの民放テレビ局・ITVに移譲されるも視聴率があまり良くなかったためか、2004年にBBCでの放送を再開。この時、日曜版「MATCH OF THE DAY2」の生放送が開始された。
日本では1968年にこれを邦訳し、『イギリスプロサッカー』と題して東京12chで放送。日本語版の司会は岡野俊一郎（元サッカー日本代表監督）と金子勝彦（東京12chアナウンサー）が務め、これがのちの『三菱ダイヤモンドサッカー』の下地にもなった。同番組の主題歌である行進曲「ドラム・マジョレット」（作曲・アーノルド・スティック）は基はこの『MOTD』の主題歌でもあった。

## 主なコメンテーター
- ゲーリー・リネカー
- マーク・チャップマン
- アレックス・スコット
- ガビー・ローガン
- ケリー・サマーズ

### 逸話
ゲーリー・リネカーは2015年-2016年シーズン、自らが所属したことがあるレスターが快進撃を続けたのを見て「レスターが優勝することはあり得ない」と自らTwitterで発言。もし優勝したらパンツ一丁で生出演すると宣言した。
ところが、予想に反してレスターの躍進が続き、そのシーズンの優勝を達成すると、2016年-2017年シーズンの第1回・同年8月13日生放送の回で視聴者に対する公約のとおり、パンツ一丁で生出演し、当時のマスコミの話題をさらうことになった。
さらに2023年3月には、リネカー自らのTwitterで「イギリスの難民政策」を批判した投稿が、「政治の中立性」の指針に抵触するためにBBCから司会を降板させられるが、共演者らが出演をボイコットする騒ぎになり、リネカーと交渉を行って結果的には降板は撤回された。